# Beatriz Barbuy
Beatriz Leonor Silveira Barbuy (16 de febrero de 1950) es una astrofísica brasileña. En 2009 fue considerada una de los 100 brasileños más influyentes del año por la Revista Época del Grupo Globo.
Es profesora titular del Instituto de Astronomía, Geofísica y Ciencias Atmosféricas (IAG) de la Universidad de São Paulo y miembro de la Unión Astronómica Internacional.
Es vicepresidenta de la Sociedad Astronómica Brasileña, de la que fue presidenta entre los años 1992 y 1994.
Ha expresado, en relación con la discriminación sobre la mujer:

"Creo fervientemente, que las mujeres tienen que hacer algo más que los hombres para ser reconocidas como profesionales."

## Algunas publicaciones
- «Globular Cluster and Galaxy Formation: M31, the Milky Way and Implications for Globular Cluster Systems of Spiral Galaxies.»[6]

## Honores
- 2001 - Elegida miembro de la Academia Brasileña de las Ciencias.[7]

- 2003 - Elegida miembro de la Unión Astronómica Internacional.[7]

- 2005 - Elegida miembro de la Academia de las Ciencias.[7]

- 2005 - Medalla de Comendadora de la Orden del Mérito Científico.[7]

- 2007 - Elegida miembro de la TWAS.[7]

- 2008 - Premio de Ciencias de Trieste, otorgado por TWAS (The world academy of sciences for the advancement of science in developing countries).[8]

- 2009 - Una de las cinco ganadoras del Premio L’Oréal-Unesco 2009 para Mujeres en la Ciencia. La presentación de las cinco investigadoras premiadas por sus trabajos en ciencias físicas fue efectuada el día 5 de marzo de ese año, solemnemente en la sede de la Unesco, en París.[5]

- 2010 - Premio Scopus Brasil 2010 a la productividad científica.[7][9]

- 2010 - Medalla de la Gran Cruz de la Orden del Mérito Científico.[7]

- 2010 - Elegida miembro honorario de la Royal Astronomical Society.[7][10]

- 2012 - Elegida como Oficial Orden Nacional del Mérito (Francia).[7]

- 2016 - Elegida miembro honorario de la American Astronomical Society.[7][11]